# Narcyzawa (przystanek kolejowy)
Narcyzawa (biał. Нарцызава, ros. Нарцизово) – przystanek kolejowy w pobliżu miejscowości Zareczcza, w rejonie tołoczyńskim, w obwodzie witebskim, na Białorusi. Leży na linii Moskwa - Mińsk - Brześć. Nazwa pochodzi od oddalonej o 4,2 km wsi Narcyzawa.